# Al-Fau (Sudan)
Al-Fau (arab. الفاو) – miasto we wschodnim Sudanie, w prowincji Al-Kadarif. Według danych szacunkowych na rok 2008 liczyło 30 629 mieszkańców.